# Europaspiele 2019/Kanu
Bei den Europaspielen 2019 in Minsk wurden 16 Wettbewerbe im Kanurennsport ausgetragen.

## Zeitplan
| V | Vorläufe | ½ | Halbfinale | F | Finalläufe |

| Disziplin↓ /Datum → | Di. 25. | Di. 25. | Mi. 26. | Mi. 26. | Do. 27. |
| ------------------- | ------- | ------- | ------- | ------- | ------- |
| C1 200 m            |         |         | V       | ½       | F       |
| C1 1000 m           | V       | ½       | F       | F       |         |
| C-2 1000 m          | V       | ½       | F       | F       |         |
| K-1 200 m           |         |         | V       | ½       | F       |
| K-1 1000 m          | V       | ½       | F       | F       |         |
| K-1 5000 m          |         |         |         |         | F       |
| K-2 1000 m          | V       | ½       | F       | F       |         |
| K-4 500 m           | V       | ½       |         |         | F       |

| Disziplin↓ /Datum → | Di. 25. | Di. 25. | Mi. 26. | Mi. 26. | Do. 27. |
| ------------------- | ------- | ------- | ------- | ------- | ------- |
| C1 200 m            |         |         | V       | ½       | F       |
| C2 500 m            | V       | ½       |         |         | F       |
| K1 200 m            |         |         | V       | ½       | F       |
| K1 500 m            | V       | ½       |         |         | F       |
| K1 5000 m           |         |         |         |         | F       |
| K2 200 m            |         |         | V       | ½       | F       |
| K2 500 m            | V       | ½       | F       | F       |         |
| K4 500 m            | V       | ½       |         |         | F       |

## Bilanz

### Medaillenspiegel
| Platz | Land        | Gold | Silber | Bronze | Gesamt |
| ----- | ----------- | ---- | ------ | ------ | ------ |
| 01    | Belarus     | 5    | 2      | 3      | 10     |
| 02    | Ungarn      | 4    | 5      | —      | 9      |
| 03    | Deutschland | 1    | 3      | 2      | 6      |
| 04    | Ukraine     | 1    | 2      | —      | 3      |
| 05    | Russland    | 1    | 1      | 4      | 6      |
| 06    | Polen       | 1    | —      | 3      | 4      |
| 07    | Dänemark    | 1    | —      | 1      | 2      |
| 08    | Frankreich  | 1    | —      | —      | 1      |
| 08    | Rumänien    | 1    | —      | —      | 1      |
| 10    | Portugal    | —    | 2      | —      | 2      |
| 11    | Italien     | —    | 1      | —      | 1      |
| 12    | Slowakei    | —    | —      | 2      | 2      |
| 13    | Spanien     | —    | —      | 1      | 1      |

### Medaillengewinner

#### Männer
| Disziplin | Gold                                                              | Silber                                               | Bronze                                         |
| --------- | ----------------------------------------------------------------- | ---------------------------------------------------- | ---------------------------------------------- |
| C1 200 m  | Arzjom Kosyr                                                      | Nicolae Craciun                                      | Alfonso Benavides                              |
| C1 1000 m | Tomasz Kaczor                                                     | Kirill Schamschurin                                  | Sebastian Brendel                              |
| C2 1000 m | Cătălin Chirilă Victor Mihalachi                                  | Jurij Wandjuk Andrij Rybatschok                      | Kirill Schamschurin Ilja Perwuchin             |
| K1 200 m  | Maxime Beaumont                                                   | Balázs Birkás                                        | Dsmitryj Trazjakou                             |
| K1 1000 m | Bálint Kopasz                                                     | Fernando Pimenta                                     | Aleh Jurenja                                   |
| K1 5000 m | Bálint Kopasz                                                     | Fernando Pimenta                                     | Max Hoff                                       |
| K2 1000 m | Max Hoff Jacob Schopf                                             | Oleksandr Syromiatnykov Oleh Kucharyk                | Wladislaw Litowka Roman Anoschkin              |
| K4 500 m  | Artjom Kusachmetow Alexander Sergejew Oleg Gussew Witali Jerschow | Max Rendschmidt Ronald Rauhe Tom Liebscher Max Lemke | Samuel Baláž Erik Vlček Csaba Zalka Adam Botek |

#### Frauen
| Disziplin | Gold                                                   | Silber                                                               | Bronze                                                                |
| --------- | ------------------------------------------------------ | -------------------------------------------------------------------- | --------------------------------------------------------------------- |
| C1 200 m  | Alena Nasdrowa                                         | Lisa Jahn                                                            | Dorota Borowska                                                       |
| C2 500 m  | Virág Balla Kincső Takács                              | Nadseja Makartschanka Olha Klimawa                                   | Xenija Kuratsch Olessja Romassenko                                    |
| K1 200 m  | Emma Jørgensen                                         | Danuta Kozák                                                         | Marta Walczykiewicz                                                   |
| K1 500 m  | Wolha Chudsenka                                        | Danuta Kozák                                                         | Emma Jørgensen                                                        |
| K1 5000 m | Maryna Litwintschuk                                    | Dóra Bodonyi                                                         | Mariana Petrušová                                                     |
| K2 200 m  | Marija Powch Ljudmyla Kuklinowska                      | Franziska John Tina Dietze                                           | Wolha Chudsenka Maryna Litwintschuk                                   |
| K2 500 m  | Wolha Chudsenka Maryna Litwintschuk                    | Anna Kárász Danuta Kozák                                             | Kira Stepanowa Anastassija Pantschenko                                |
| K4 500 m  | Anna Kárász Danuta Kozák Tamara Csipes Erika Medveczky | Marharyta Machnewa Nadseja Papok Wolha Chudsenka Maryna Litwintschuk | Karolina Naja Katarzyna Kołodziejczyk Anna Puławska Helena Wiśniewska |